# Thousand Palms
Thousand Palms – jednostka osadnicza w Stanach Zjednoczonych, w stanie Kalifornia, w hrabstwie Riverside.